# Városi Sportcsarnok
La Városi Sportcsarnok est un hall omnisports situé à Szeged, en Hongrie, où évolue le célèbre club de handball du SC Pick Szeged.